# IC 930
IC 930 — галактика типу E (еліптична галактика) у сузір'ї Велика Ведмедиця.
Цей об'єкт міститься в оригінальній редакції індексного каталогу.